# Paroisse de Clarendon
Clarendon (chef-lieu : May Pen) est une des quatorze paroisses de la Jamaïque. Elle est située au sud de l'île, environ à mi-chemin entre l'est et l'ouest. Elle fait partie du comté du Middlesex et est entourée des paroisses de Manchester à l'ouest, de Saint Catherine à l'est et de Saint Ann au nord.

## Personnalités liées à la commune
- Claude McKay (1889-1948), romancier et poète.
- Toots Hibbert (1942-2020), leader du groupe Toots and the Maytals et auteur de la chanson Do the Reggay qui donne son nom au style musical « reggae ».
- Jah Shaka (?-2023), musicien britannique.
- Liz Mitchell, née en 1952, est la chanteuse principale du groupe Boney M.